# Quararibea pendula
Quararibea pendula là một loài thực vật có hoa trong họ Cẩm quỳ. Loài này được W.S.Alverson miêu tả khoa học đầu tiên năm 1989.